# Antikorruptionsamt
Antikorruptionsämter sind staatliche Behörden mit der Aufgabe der Bekämpfung der Korruption. Solche bestehen in verschiedenen Staaten und Gebietskörperschaften:
- Europäisches Amt für Betrugsbekämpfung, der Europäischen Union
- Bundesamt zur Korruptionsprävention und Korruptionsbekämpfung in Österreich
- Centralne Biuro Antykorupcyjne in Polen